# 뒤맞교차 핵
뒤맞교차 핵(nucleus of the posterior commissure, 시상상부맞교차 핵, 후교련핵)은 사이뇌와 연결되는 중뇌에 위치한 덧눈돌림 핵 중 하나이다. 머리와 눈의 움직임(특히 수직 켤레 눈 운동(시선))을 조정하는 데 관여한다. 눈운동핵 근처에 위치한다. 같은쪽 소뇌에서 구심신경을 받는 것으로 생각된다.

## 같이 보기
- 덧눈돌림 핵
- 켤레 눈 운동
- 눈돌림 신경핵